# Dunasch ibn Tamim
Dunasch ibn Tamim (hebr. דונש אבן תמים; * um 890 in Kairouan; † um 956) war ein jüdischer Gelehrter aus Nordafrika.
Er wird auch Adonim genannt, eine hebräische Übersetzung des berberischen Namens Dunasch, welcher dem spanischen Dueños entspricht, und trägt den arabischen Übernamen Abu Sahl. Hauptsächlich bekannt geworden ist er durch seine Kommentare zum Sefer Jezira. Daneben verfasste er Werke über Sprachwissenschaft und Astronomie.
In Kairouan studierte Dunasch bei Isaak Israeli, dem er einen großen Teil seiner denkerischen Entwicklung verdankte und wahrscheinlich von ihm auch medizinische Kenntnisse erwarb. Die meisten Werke von Dunasch wurden wohl auf Arabisch geschrieben. Die folgenden drei sind nicht mehr erhalten: a) eine vergleichende Studie der arabischen und hebräischen Sprache, b) ein Buch über die indische Infinitesimalrechnung, wahrscheinlich unter dem Titel ḥisab al-Gubar, und c) eine dreiteilige Abhandlung über Astronomie. Letzteres Werk wurde auf Ersuchen von Chisdai ibn Schaprut verfasst. Als Manuskript erhalten ist eine Abhandlung über das astronomische Instrument Armillarsphäre, die einem Würdenträger der Fatimidendynastie gewidmet wurde.
Der Kommentar zum Sefer Jezira wurde 955-56 geschrieben. In der Kairoer Genisa ist bisher nur etwa ein Drittel des arabischen Urtextes erschlossen worden. Es existieren jedoch vier hebräische Versionen aus dem Mittelalter, von denen zwei anonym sind und wohl auf arabischen Zusammenfassungen beruhen. Der Kommentar enthält Gedanken zu Themen wie der körperlose Gott als Schöpfer eines perfekt geregelten Universums, eine Hierarchie der Seelen in den verschiedenen Sphären sowie prophetische Inspiration, die in ihrer höchsten Verkörperung, wie zum Beispiel im Falle von Moses, mit plotinischer Ekstase zusammenfällt. Dunaschs Kommentar wird im Laufe des Mittelalters mehrmals erwähnt, unter anderem von Abraham Abulafia.